# اعتراضات ضد بارنیه در فرانسه
اعتراضات سراسری در فرانسه در۷ سپتامبر ۲۰۲۴ صورت گرفت، این اعتراضات پس از انتصاب میشل بارنیه ۷۳ ساله به عنوان نخست‌وزیر راستگرای فرانسه به دنبال انتخابات قانونگذاری این کشور در سال ۲۰۲۴ توسط امانوئل ماکرون انجام شد، در این انتخابات جبهه مردمی جدید جناح چپ اکثر کرسی‌ها و همچنین اتحاد (NFP) کرسی‌های متعددی را به دست آوردند. در پاسخ، ژان لوک ملانشون، بنیان‌گذار حزب سیاسی چپگرای لا فرانس اینسومیز، از همه حامیان NFP خواست تا در سراسر فرانسه علیه «انکار دموکراسی» که مکرون را متهم به ارتکاب آن با عدم انتصاب یکی از اعضای این حزب و نادیده گرفتن نتایج انتخابات کرده به سمت نخست‌وزیری رفته و تظاهرات کنند.